# Zouhir Benouahi
Zouhir Benouahi (Casablanca, 8 marzo 1987) è un ex calciatore marocchino, di ruolo centrocampista.

## Carriera
Ha giocato nella massima serie dei campionati azero e marocchino.

## Palmarès

### Club

#### Competizioni nazionali
- Supercoppa d'Azerbaigian: 1

Xəzər-Lənkəran: 2013